# Nazardo
Il nazardo è un particolare registro dell'organo.

## Struttura
Il nazardo è un registro ad anima che fa parte della famiglia dei registri di mutazione semplice. Il suo nome deriva dalla parola naso, in quanto il suono che produce è caratteristicamente nasale.  
Sostanzialmente si tratta di un flauto con canne che possono essere sia coniche che cilindriche, trasportato una dodicesima sopra la nota reale. La sua accordatura è quasi sempre di 2' 2/3. In pratica, premendo il tasto del Do1, il nazardo produrrà un Sol2. È il registro di mutazione più diffuso ed è anche conosciuto con i nomi di Quintflöte e di Nasatquint.
Spesso il nazardo (o flauto in dodicesima), viene confuso con la duodecima che, invece, fa parte delle file del ripieno. A differenza del nazardo, infatti, la duodecima appartiene alla famiglia del principale.